# Noorwegen op de Olympische Zomerspelen 1988
Noorwegen nam deel aan de Olympische Zomerspelen 1988 in Seoul, Zuid-Korea. De Noorse equipe won in totaal vijf medailles, waarvan twee gouden en drie zilveren.

## Medailleoverzicht
| Sport       | Olympiër | Discipline               | Medaille |
| ----------- | --- | ------------------------ | -------- |
| Schietsport | Tor Heiestad | 50m bewegend doel (m)    | Goud     |
| Worstelen   | Jon Rønningen | -52kg Grieks-Romeins (m) | Goud     |
| Handbal     | Cathrine Svendsen Heidi Sundal Hanne Hegh Hanne Hogness Karin Singstad Trine Haltvik Ingrid Steen Karin Pettersen Annette Skotvoll Kristin Midthun Kjerstin Andersen Berit Digre Susann Goksør Marte Eliasson Vibeke Johnsen | vrouwen                  | Zilver   |
| Roeien      | Alf Hansen Vetle Vinje Lars Bjønness Rolf Thorsen | dubbel-vier (v)          | Zilver   |
| Zeilen      | Ole Peter Pollen Erik Bjørkum | flying dutchman          | Zilver   |

## Deelnemers en resultaten

### Atletiek
| Olympiër                | Discipline            | Resultaat | Prestatie                                                    |
| ----------------------- | --------------------- | --------- | ------------------------------------------------------------ |
| Lars Ove Strømø         | 5000m (m)             | DNF       | serie 2: niet gefinisht                                      |
| John Halvorsen          | 10000m (m)            | 16e       | serie 1: 11de in 28.22,25 finale: 16de in 28.39,35           |
| Geir Kvernmo            | marathon (m)          | DNF       | niet gefinisht                                               |
| Erling Andersen         | 20km snelwandelen (m) | 22e       | 1:23.30                                                      |
| Erling Andersen         | 50km snelwandelen (m) | DNF       | niet gefinisht                                               |
| Georg Andersen          | kogelstoten (m)       | 10e       | kwalificatie groep B: 5de met 20,05m finale: 10de met 19,91m |
| Knut Hjeltnes           | discuswerpen (m)      | 7e        | kwalificatie groep B: 5de met 63,50m finale: 7de met 64,94m  |
| Svein-Inge Valvik       | discuswerpen (m)      | 14e       | kwalificatie groep A: 6de met 60,64m                         |
|                         |                       |           |                                                              |
| Ingrid Kristiansen      | 10000m (v)            | DNF       | serie 1: 1ste in 31.44,69 (OR) finale: niet gefinisht        |
| Grete Andersen-Waitz    | marathon (v)          | DNF       | niet gefinisht                                               |
| Sissel Grottenberg      | marathon (v)          | 36e       | 2:38.17                                                      |
| Bente Moe               | marathon (v)          | DNF       | niet gefinisht                                               |
| Trine Solberg-Hattestad | speerwerpen (v)       | 18e       | kwalificatie groep A: 9de met 58,82m                         |

### Handbal
| Olympiër | Discipline | Resultaat | Prestatie |
| --- | ---------- | --------- | --- |
| Cathrine Svendsen Heidi Sundal Hanne Hegh Hanne Hogness Karin Singstad Trine Haltvik Ingrid Steen Karin Pettersen Annette Skotvoll Kristin Midthun Kjerstin Andersen Berit Digre Susann Goksør Marte Eliasson Vibeke Johnsen | vrouwen    | Zilver    | groep B: 2de W van Ivoorkust: 34-14 W van China: 22-20 G van Sovjet-Unie: 19-19 finale: 2de V van Zuid-Korea: 20-23 W van Joegoslavië: 20-15 |

| Groep B |             |             |             |             |             |            |            |            |        |
| #       | Land        | Wedstrijden | Wedstrijden | Wedstrijden | Wedstrijden | Doelpunten | Doelpunten | Doelpunten | Punten |
| #       | Land        | G           | W           | G           | V           | V          | T          | Saldo      | Punten |
| 1       | Sovjet-Unie | 3           | 2           | 1           | 0           | 75         | 49         | +26        | 5      |
| 2       | Noorwegen   | 3           | 2           | 1           | 0           | 75         | 53         | +22        | 5      |
| 3       | China       | 3           | 1           | 0           | 2           | 76         | 58         | +18        | 2      |
| 4       | Ivoorkust   | 3           | 0           | 0           | 3           | 37         | 103        | -66        | 0      |

| Ronde        | Datum | Plaats      | Land  | Score     | Land |
| ------------ | ----- | ----------- | ----- | --------- | ---- |
| Groepsfase   |       |             |       |           |      |
| 21 september | Seoel | Noorwegen   | 34-14 | Ivoorkust |      |
| 23 september | Seoel | Noorwegen   | 22-20 | China     |      |
| 25 september | Seoel | Sovjet-Unie | 19-19 | Noorwegen |      |

| Groep B |             |             |             |             |             |            |            |            |        |
| #       | Land        | Wedstrijden | Wedstrijden | Wedstrijden | Wedstrijden | Doelpunten | Doelpunten | Doelpunten | Punten |
| #       | Land        | G           | W           | G           | V           | V          | T          | Saldo      | Punten |
| 1       | Zuid-Korea  | 3           | 2           | 0           | 1           | 63         | 61         | +2         | 4      |
| 2       | Noorwegen   | 3           | 1           | 1           | 1           | 59         | 57         | +2         | 3      |
| 3       | Sovjet-Unie | 3           | 1           | 1           | 1           | 56         | 55         | +1         | 3      |
| 4       | Joegoslavië | 3           | 1           | 0           | 2           | 52         | 57         | -5         | 2      |

| Ronde        | Datum | Plaats      | Land  | Score     | Land |
| ------------ | ----- | ----------- | ----- | --------- | ---- |
| Finale ronde |       |             |       |           |      |
| 27 september | Seoel | Zuid-Korea  | 23-20 | Noorwegen |      |
| 29 september | Seoel | Joegoslavië | 15-20 | Noorwegen |      |

### Kanovaren
| Olympiër                                                         | Discipline    | Resultaat | Prestatie |
| ---------------------------------------------------------------- | ------------- | --------- | --- |
| Morten Ivarsen                                                   | K-1 1000m (m) | 8e        | serie 2: 2de in 3.43,10 halve finale 1: 2de in 3.41,86 finale: 8ste in 3.59,18                               |
| Harald Amundsen Svein Egil Solvang                               | K-2 1000m (m) | 8e        | serie 1: 7de in 3.36,85 herkansingen:' 4de in 3.32,07 halve finale 2: 3de in 3.25,00 finale: 8ste in 3.38,16 |
| Arne Johan Almeland Knut Holmann Morten Ivarsen Arne B. Sletsjøe | K-4 1000m (m) | DNF       | serie 1: 3de in 3.01,54 halve finale 2: niet gefinisht                                                       |

### Paardensport
| Olympiër       | Discipline     | Resultaat      | Prestatie |
| Springconcours | Springconcours | Springconcours | Springconcours |
| -------------- | -------------- | -------------- | --- |
| Ove Hansen     | individueel    | 46e            | kwalificatie: 46ste 1ste ronde: 37ste met 38 strafpunten 2de ronde: 53ste met 22 strafpunten totaal: 60 strafpunten |

### Roeien
| Olympiër                                          | Discipline      | Resultaat | Prestatie |
| ------------------------------------------------- | --------------- | --------- | --- |
| Per Sætersdal Kjell Voll                          | dubbel-twee (m) | 11e       | serie 1: 2de in 6.18,63 herkansingen: 2de in 6.41,15 halve finale 1: 4de in 6.24,87 finale B: 5de in 7.09,42 |
| Ole Andreassen Audun Hadler-Olsen Tore Øvrebø     | twee-zonder (m) | 16e       | serie 3: 6de in 7.05,78 herkansingen: 5de in 7.20,88                                                         |
| Alf Hansen Vetle Vinje Lars Bjønness Rolf Thorsen | dubbel-vier (v) | Zilver    | serie 3: 1ste in 5.51,60 halve finale 2: 1ste in 5.53,18 finale: 2de in 5.55,08                              |

### Schietsport
| Olympiër        | Discipline                 | Resultaat | Prestatie                                                                         |
| --------------- | -------------------------- | --------- | --------------------------------------------------------------------------------- |
| Jan Gundersrud  | 10m luchtgeweer (m)        | 17e       | kwalificatie: 17de met 587 punten (97-100-96-97-99-98)                            |
| Harald Stenvaag | 10m luchtgeweer (m)        | 5e        | kwalificatie: 4de met 591 punten (95-98-99-100-100-99) finale: 5de met 692 punten |
| Geir Skirbekk   | 50m geweer 3 houdingen (m) | 11e       | kwalificatie: 11de met 1170 punten (397-383-390)                                  |
| Harald Stenvaag | 50m geweer 3 houdingen (m) | 7e        | kwalificatie: 6de met 1173 punten (395-389-389) finale: 7de met 1271,7 punten     |
| Jan Gundersrud  | 50m geweer 3 houdingen (m) | 9e        | kwalificatie: 9de met 596 punten (100-100-99-97-100-100)                          |
| Geir Skirbekk   | 50m geweer 3 houdingen (m) | 47e       | kwalificatie: 47ste met 588 punten (99-98-98-96-98-99)                            |
| Tor Heiestad    | 50m bewegend doel (m)      | Goud      | kwalificatie: 1ste met 591 punten (299-292) (OR) finale: 1ste met 689 punten      |
|                 |                            |           |                                                                                   |
| Siri Landsem    | 10m luchtgeweer (v)        | 36e       | kwalificatie: 36ste met 382 punten (95-97-93-97)                                  |
| May Irene Olsen | 10m luchtgeweer (v)        | 39e       | kwalificatie: 39ste met 379 punten (96-97-95-91)                                  |
| Siri Landsem    | 50m geweer 3 houdingen (v) | 37e       | kwalificatie: 37ste met 556 punten (195-179-182)                                  |
| May Irene Olsen | 50m geweer 3 houdingen (v) | 13e       | kwalificatie: 13de met 579 punten (196-190-193)                                   |

### Schoonspringen
| Olympiër      | Discipline    | Resultaat | Prestatie                                                       |
| ------------- | ------------- | --------- | --------------------------------------------------------------- |
| Kamilla Gamme | 10m toren (v) | 7e        | voorronde: 11de met 356,73 punten finale: 7de met 366,45 punten |

### Wielersport
| Olympiër         | Discipline       | Resultaat | Prestatie |
| ---------------- | ---------------- | --------- | --------- |
| Geir Dahlen      | wegwedstrijd (m) | 68e       | 4:32.56   |
| Atle Pedersen    | wegwedstrijd (m) | 13e       | 4:32.46   |
| Erik Johan Sæbø  | wegwedstrijd (m) | 27e       | 4:32.56   |
|                  |                  |           |           |
| Astrid Danielsen | wegwedstrijd (v) | 35e       | 2:00.52   |
| Unni Larsen      | wegwedstrijd (v) | 20e       | 2:00.52   |

### Worstelen
| Olympiër       | Discipline     | Resultaat      | Prestatie |
| Grieks-Romeins | Grieks-Romeins | Grieks-Romeins | Grieks-Romeins |
| -------------- | -------------- | -------------- | --- |
| Lars Rønningen | -48kg (m)      | 11e            | groep A: 6de V van ITA Maenza: 0-3 W van USA Fuller: 3-1 V van BUL Tsenov: 0,5-3,5                                                                          |
| Jon Rønningen  | -52kg (m)      | Goud           | groep B: 1ste W van USA Sheldon: 3-1 W van POL Kierpacz: 3-1 W van HUN Vadász: 3-0 W van KOR Lee: 3-1 finale: W van JPN Miyahara: 3-1                       |
| Ronny Sigde    | -57kg (m)      | 13e            | groep A: 7de W van IRI Pazaj: 4-0 V van KOR Huh: 0-4 V van USA Amado: 1-3                                                                                   |
| Morten Brekke  | -68kg (m)      | 7e             | groep A: 4de V van KOR Kim: 0-3 W van YAR Al-Shamsi: 4-0 W van SYR Hory: 3-0 W van PAN Hidalgo: 3-1 V van FIN Sipilä: 0-3 7-8ste plek: W van HUN Repka: 3-1 |
| Stig Kleven    | -82kg (m)      | 4e             | groep A: 2de W van SWE Fredriksson: 3-1 V van FRG Gössner: 0-3 W van USA Morgan: 3-1 V van HUN Komáromi: 1-2 bronzen finale: V van KOR Kim: 1-3             |

### Zeilen
| Olympiër                                  | Discipline      | Resultaat | Prestatie                            |
| ----------------------------------------- | --------------- | --------- | ------------------------------------ |
| Håkon Nissen-Lie                          | divisie II (m)  | 21e       | 139,0 punten: (9-DSQ-4-16-12-18-DSQ) |
| Herman Horn Johannessen Karl-Einar Jensen | 470 (m)         | 13e       | 96,7 punten: (13-13-10-14-9-10-6)    |
|                                           |                 |           |                                      |
| Ole Peter Pollen Erik Bjørkum             | flying dutchman | Zilver    | 37,4 punten: (3-5-3-15-2-5-2)        |
| Carl Erik Johannessen Per Arne Nilsen     | tornado         | 4e        | 46,0 punten: (2-11-8-5-4-2-4)        |

### Zwemmen
| Olympiër        | Discipline          | Resultaat | Prestatie                |
| --------------- | ------------------- | --------- | ------------------------ |
| Jan-Erick Olsen | 100m schoolslag (m) | 38e       | serie 6: 8ste in 1.05,54 |
| Jan-Erick Olsen | 200m schoolslag (m) | 41e       | serie 7: 8ste in 2.26,70 |
|                 |                     |           |                          |
| Irene Dalby     | 400m vrije slag (v) | 17e       | serie 3: 6de in 4.16,22  |
| Irene Dalby     | 800m vrije slag (v) | 10e       | serie 4: 4de in 8.38,33  |
| Irene Dalby     | 400m wisselslag (v) | 22e       | serie 4: 7de in 4.58,14  |

Afghanistan · Algerije · Amerikaanse Maagdeneilanden · Amerikaans-Samoa · Andorra · Angola · Antigua en Barbuda · Argentinië · Aruba · Australië · Bahama’s · Bahrein · Bangladesh · Barbados · België · Belize · Benin · Bermuda · Bhutan · Birma · Bolivia · Bondsrepubliek Duitsland · Botswana · Brazilië · Britse Maagdeneilanden · Brunei · Bulgarije · Burkina Faso · Canada · Centraal-Afrikaanse Republiek · Chili · China · Chinees Taipei · Colombia · Congo-Brazzaville · Cookeilanden · Costa Rica · Cyprus · Denemarken · Djibouti · Dominicaanse Republiek · Duitse Democratische Republiek · Ecuador · Egypte · El Salvador · Equatoriaal-Guinea · Fiji · Filipijnen · Finland · Frankrijk · Gabon · Gambia · Ghana · Grenada · Griekenland · Groot-Brittannië · Guam · Guatemala · Guinee · Guyana · Haïti · Honduras · Hongarije · Hongkong · Ierland · IJsland · India · Indonesië · Irak · Iran · Israël · Italië · Ivoorkust · Jamaica · Japan · Joegoslavië · Jordanië · Kaaimaneilanden · Kameroen · Kenia · Koeweit · Laos · Lesotho · Libanon · Liberia · Libië · Liechtenstein · Luxemburg · Malawi · Malediven · Maleisië · Mali · Malta · Marokko · Mauritanië · Mauritius · Mexico · Monaco · Mongolië · Mozambique · Nederland · Nederlandse Antillen · Nepal · Nieuw-Zeeland · Niger · Nigeria · Noord-Jemen · Noorwegen · Oeganda · Oman · Oostenrijk · Pakistan · Panama · Papoea-Nieuw-Guinea · Paraguay · Peru · Polen · Portugal · Puerto Rico · Qatar · Roemenië · Rwanda · Saint Vincent en de Grenadines · Salomonseilanden · Samoa · San Marino · Saoedi-Arabië · Senegal · Sierra Leone · Singapore · Soedan · Somalië · Sovjet-Unie · Spanje · Sri Lanka · Suriname · Swaziland · Syrië · Tanzania · Thailand · Togo · Tonga · Trinidad en Tobago · Tsjaad · Tsjecho-Slowakije · Tunesië · Turkije · Uruguay · Vanuatu · Venezuela · Verenigde Arabische Emiraten · Verenigde Staten · Vietnam · Zaïre · Zambia · Zimbabwe · Zuid-Jemen · Zuid-Korea · Zweden · Zwitserland